# アラン・ベレンブーム
アラン・ベレンブーム（Alain Berenboom、1947年1月8日 - ）は、ベルギーの弁護士、作家である。ベルギーで著作権関連法案の整備に携わったことで有名である。
ベルギー経済省知的財産・著作権会議の元メンバーであり、法律家著作権ABDA（現在ABA）ベルギー協会会長。ベルギーの国民的キャラクター『タンタン』の知的財産管理を任せられているほか、ルネ・マグリットの作品管理団体「ルネ・マグリット財団」の法務関係の仕事を手掛ける。第6代ベルギー王国の国王、アルベール2世の弁護を担当したこともある。
知的財産権の専門家として国際的に認知されている。

## 人物
アラン・ベレンブームはリトアニア出身の母とポーランド系の薬剤師の父との間に生まれた。1959年にアテネ・フェルナンド・ブリュムに進学し、ここで芸術に関心を持つ。しかし1965年には芸術分野への進路をとらずにブリュッセル自由大学法学部とINSASに進学、1969年ブリュッセルで弁護士となった。

### 知的財産法の泰斗
- 1976年に、日本の大島渚監督の映画『愛のコリーダ』のベルギー上映にかかわったことで法曹界での地歩を固める。
- 1984年に最初のベルギーの著作権条約を起草した。同年ブリュッセル自由大学の著作権法の教授に就任。
- 1994年には著作権法の専門家として、議会とともにベルギーの著作権法の起草に参加。同年に『新しいベルギー著作権と隣接権』を上梓。さらにルクセンブルクの著作権法を起草。

### ベルギー王の弁護士
1996年にベルギー国民に大きな衝撃を与えた少女の誘拐監禁殺人事件「マルク・デュトルー事件」が発生したが、2001年に、同事件には政府高官や警察関係者を含む小児性愛愛好者のネットワークがあり、「政界、財界、司法界、王室の関係者などが参加した小児性愛パーティーがフォル・レ・トンベ城で開催され、これに当時の国王アルベール2世がその中に加わっていた」とフランスのフラマリオン社が告発本を出版。これに対してベルギー政府と王室がフラマリオン社を名誉棄損でフランス、パリで提訴し、勝訴している。ベレンブームはこの「フラマリオン訴訟」の弁護士を務めた。

### 国際オリンピック委員会を法廷に引きずり出す
2015年7月に佐野研二郎デザインの2020年東京オリンピック・パラリンピックの大会エンブレムが東京で発表されると、それがリエージュ劇場のロゴと酷似していると同劇場のロゴのデザイナーのオリビエ・ドビが指摘。ドビが国際オリンピック委員会、オリンピック大会組織委員会に著作権侵害を指摘する手紙を送ったところ「リエージュ劇場のロゴは商標登録されていない」という理由で門前払いに近い扱いを受けた。ベルギーのメディアは日本側の対応を不誠実と報道し、世論は沸騰した。事態を重く見たベルギー議会はベレンブームをリエージュ劇場の弁護士として選任。彼はIOC国際オリンピック委員会にロゴの使用停止、使用停止しない場合は使用のたびに5万ユーロの支払いを求める訴えをリエージュ裁判所に起こした（2015年9月22日にリエージュ民事裁判所で初公判予定）。また国際オリンピック委員会のあるスイスでも提訴を検討している。のちに佐野研二郎デザインのエンブレムは使用が取りやめになったが、ベレンブームは「佐野氏が剽窃を認めない限り訴訟を取り下げるつもりはない」と争う構えをとっている。

#### 模倣、剽窃に関する考え
東京オリンピックエンブレム騒動では日本側は「外形は似ているが、コンセプトや製作過程が違うので剽窃でも模倣でもなく、著作権侵害に当たらない」と主張しているが、ベレンブームは「コンセプトや製作過程が違っていても、完成した外形に類似性が認められれば直ちに著作権侵害が発生する」と主張している。

## 栄典
- レオポルド勲章（2004年受章）